# خانه مصطفی دستمزدیان
خانه مصطفی دستمزدیان مربوط به سده‌های متاخر دوران‌های تاریخی پس از اسلام است و در شهرستان کهگیلویه، بخش چرام، دهستان چرام، روستای فشیان واقع شده و این اثر در تاریخ ۱۶ دی ۱۳۸۷ با شمارهٔ ثبت ۲۴۴۸۱ به‌عنوان یکی از آثار ملی ایران به ثبت رسیده است.